# I. e. 561
Évszázadok: i. e. 7. század – i. e. 6. század – i. e. 5. század
Évtizedek: i. e. 610-es évek – i. e. 600-as évek – i. e. 590-es évek – i. e. 580-as évek – i. e. 570-es évek – i. e. 560-as évek – i. e. 550-es évek – i. e. 540-es évek – i. e. 530-as évek – i. e. 520-as évek – i. e. 510-es évek
Évek: i. e. 566 – i. e. 565 – i. e. 564 – i. e. 563 –  i. e. 562 – i. e. 561 – i. e. 560 – i. e. 559 – i. e. 558 – i. e. 557 – i. e. 556

## Trónra lépések
- Amél-Marduk babiloni király
- Peiszisztratosz athéni türannosz (vagy i. e. 560-ban)